# Intermittent inductive automatic train stop
Intermittent inductive automatic train stop (sinngemäß „punktförmige induktive automatische Fahrsperre“; als IIATS oder ATS abgekürzt) ist ein punktförmiges Zugbeeinflussungssystem, das im nordamerikanischen Eisenbahn- und Nahverkehrssystem eingesetzt wird. Es nutzt die magnetische Reluktanz, um einen vorbeifahrenden Zug zu einer bestimmten Aktion zu veranlassen. Das System wurde in den 1920er Jahren von der General Railway Signal Company als Verbesserung bestehender mechanischer Zugsicherungssysteme entwickelt und fand nur eine begrenzte Verbreitung, bevor es von fortschrittlicheren Führerstandssignalen und automatischen Zugsteuerungssystemen überholt wurde. Das System ist auch nach seiner Einführung in den 1920er Jahren noch in Gebrauch.

## Funktion

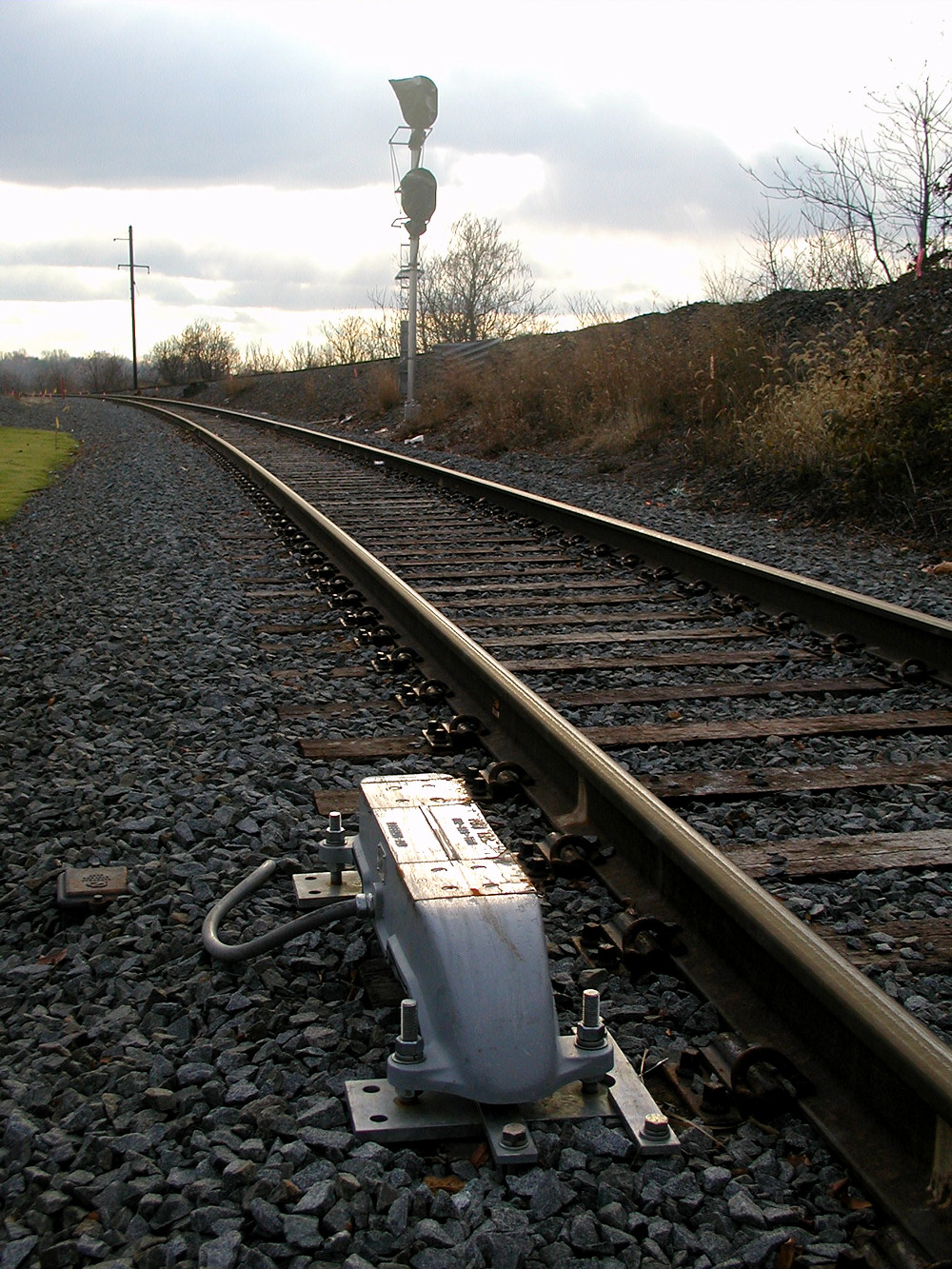
Gleismagnet vor einem Signal (Camden, New Jersey)

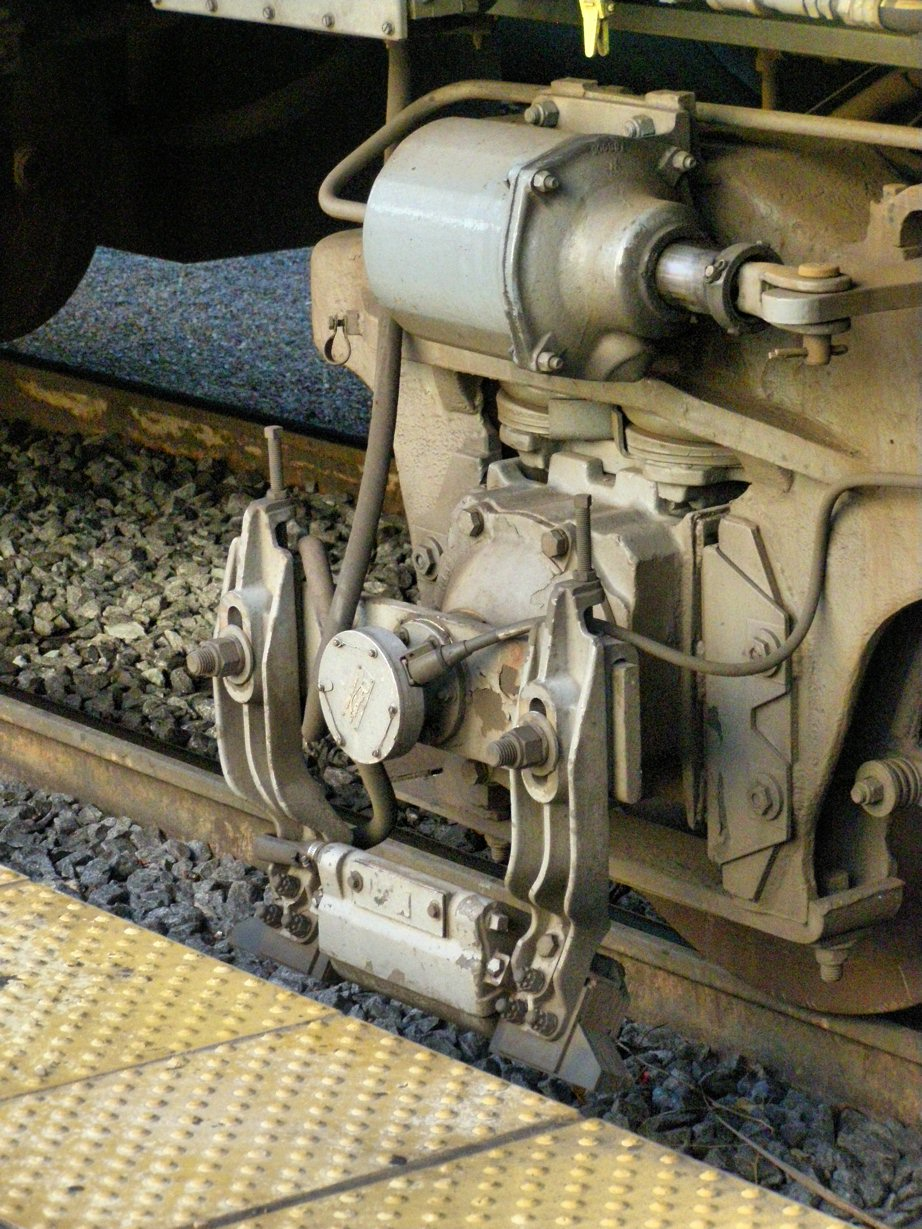
Empfangsorgan an einer Lokomotive

Die Technik funktioniert, indem der Zustand eines am Gleis montierten Gleismagnet (technisch gesehen ein Saugkreis) von einem Empfänger erfasst wird, der an einem Drehgestell der führenden Lokomotive oder des Wagens montiert ist. In der Standardausführung ist der Gleismagnet einige Zentimeter außerhalb der rechten Laufschiene an den Schwellen angebracht, obwohl er theoretisch überall an den Schwellen angebracht werden könnte. Das System ist binär, wobei der Magnet dem Empfänger entweder einen Ein- oder einen Aus-Zustand anzeigt. Um ausfallsicher zu sein, zeigt der Magnet dem Empfänger im erregten Zustand einen Aus-Zustand an, während er im nicht erregten Zustand einen Ein-Zustand anzeigt, der eine Aktion auslöst. Auf diese Weise können z. B. permanente Langsamfahrstellen oder andere Gefahren durch nicht aktive Geräte geschützt werden.
Der Empfänger besteht aus einem Elektromagneten mit zwei Spulen, der sorgfältig so ausgerichtet ist, dass er etwa 1,5 Zoll über der Oberfläche des Gleismagnetes verläuft. Der Gleismagnet besteht aus zwei Metallplatten, die in ein stromlinienförmiges Gehäuse eingesetzt sind, das dazu dient, Stöße von Trümmern oder falsch ausgerichteten Empfängern abzulenken. Die Metallplatten sind durch einen Drosselkreis im Gehäuse des Schuhs verbunden. Wenn der Drosselkreis offen ist, kann der magnetische Fluss in der Primärspule des Empfängers eine Spannung in der Sekundärspule des Empfängers induzieren, die wiederum eine Aktion in der Lokomotive auslöst. Wenn der Stromkreis geschlossen ist, eliminiert die Drossel das Magnetfeld und die dadurch induzierte Spannung, so dass die Lokomotive ohne Aktivierung durchfahren kann. Wenn eine bedingungslose Aktivierung gewünscht wird, können anstelle eines voll funktionsfähigen Gleismagnetes speziell geformte Metallplatten verwendet werden, jedoch kann die Konstruktion des Systems zu unbeabsichtigten Aktivierungen führen, wenn der Zug Weichen oder andere Metallgegenstände im Gleisbereich überfährt.
Der häufigste Anwendungsfall für das ATS-System bestand darin, den Lokführer vor einer drohenden Gefahr zu warnen und den Zug durch eine Zwangsbremsung anzuhalten, wenn die Warnung nicht beachtet wurde. In Verbindung mit Signalen wird der Gleismagnet aktiviert, wenn das Signal "Frei" anzeigt. Jede andere Signalanzeige würde den Gleismagnet abschalten und eine Meldung im Führerstand auslösen. Wenn der Lokführer den Alarm nicht innerhalb von 5–8 Sekunden bestätigt, wurde eine Zwangsbremsung eingeleitet, die erst wieder aufgehoben werden kann, wenn der Zug zum Stillstand gekommen ist. Im Gegensatz zu vielen anderen Zugbeeinflussungssystemen wurde IIATS im Allgemeinen nicht dazu verwendet, einen Zug automatisch anzuhalten, wenn er ein Haltesignal passierte, und konnte in der Praxis auch nicht zu diesem Zweck eingesetzt werden, da die Gleismagnete nur wenige Meter von dem Signal entfernt angebracht waren, das sie schützten, und der Bremsweg nicht ausreichte, um den Zug anzuhalten. Ein Durchrutschweg ist in Nordamerika unüblich.
An Gleisen, die in beide Richtungen befahren werden, sind jeweils ein Gleismagnet für jede Fahrtrichtung erforderlich, da die Lokomotiven nur auf einer Seite des Zuges über einen Sensor zur Erkennung der Gleismagnete verfügen würden. Die Empfänger können auch so konstruiert werden, dass sie leicht entfernt werden können, um Schäden zu vermeiden, wenn sie in einem Gebiet eingesetzt werden, das nicht mit ATS ausgerüstet ist, oder um Kosten zu sparen, wenn nur ein kleiner Teil der Bahnstrecke mit ATS ausgerüstete Lokomotiven benötigt. "Inerte" Schwingkreise werden manchmal vor bestimmten Geschwindigkeitsbeschränkungen als Warnung oder an Lokomotivendstationen angebracht, um die Funktionalität des ATS-Systems zu testen.
Auf einigen Strecken wurde IIATS ähnlich wie mechanische Fahrsperren eingesetzt, wobei der Zug angehalten wird, wenn er ein absolutes Haltesignal passiert. Es ist dort nützlich, wo sich Stadtbahnzüge und andere Züge die Gleise teilen, da mechanische Fahrsperren durch den Güterverkehr beschädigt werden oder diesen stören können, und weil Stadtbahnfahrzeuge viel schneller zum Stillstand gebracht werden können als einige andere Züge, ohne dass komplexe Signalüberlagerungen erforderlich sind.

## Verwendung
Seit den 1930er Jahren ermutigte die Interstate Commerce Commission in ihrer Rolle als Bundesaufsichtsbehörde für das Eisenbahnwesen die Eisenbahngesellschaften zur Einführung neuer Sicherheitstechnologien, um die Zahl der Eisenbahnunfälle zu senken. IIATS wurde von der General Railway Signal Company in Rochester, New York, als eine dieser Technologien angeboten und von der New York Central Railroad für den Einsatz auf ihrer mit hohen Geschwindigkeiten befahrenen Water Level Route zwischen New York und Chicago sowie auf einer Reihe anderer Strecken übernommen. Die Southern Railway entschied sich ebenfalls für die Einführung von ATS auf den meisten ihrer Hauptstrecken, die schließlich 2700 Streckenmeilen umfassten. Darüber hinaus installierte die Chicago and North Western Railway das System auf einigen ihrer Pendlerstrecken im Großraum Chicago.
Nach der Eisenbahnunfall von Naperville, die durch ein übersehenes Signal verursacht worden war, forderte die ICC 1951 zusätzliche technische Sicherheitssysteme für alle Züge, die mit einer Geschwindigkeit von 80 mph (128 km/h) oder mehr fahren. Diejenigen Eisenbahnen, die weiterhin an Hochgeschwindigkeitsverkehr interessiert waren, erfüllten mit IIATS die Mindestanforderungen der ICC, wobei die Kosten im Vergleich zu anderen Führerstandssignalisierungsystemen oder automatischen Zugsteuerungssystemen geringer waren. Angesichts der Konkurrenz durch Flug- und Straßenverkehr entschied sich allerdings nur die Atchison, Topeka and Santa Fe dafür, ihre Hauptstrecken von Chicago nach Los Angeles und von Los Angeles nach San Diego vollständig auszurüsten. Andere Bahngesellschaften legten schlicht 80 mph (128 km/h) als Maximalgeschwindigkeit ihrer Züge fest.
Die IIATS-Installationen erreichten ihren Höhepunkt im Jahr 1954 mit insgesamt 23175 Streckenkilometern (14400 Meilen) und 3850 mit dem System ausgestatteten Lokomotiven. Mit dem Zusammenbruch des Personenfernverkehrs und dem allgemeinen Niedergang der nordamerikanischen Eisenbahnindustrie im Jahr 1971 wurde der in Konkurs gegangenen Penn Central gestattet, IIATS von ihrer Water Level Route zu entfernen, ebenso wie der Southern und anderen Eisenbahnen mit Test- oder Pilot-IIATS-Systemen. Sogar die ATSF und die Nachfolgebahn BNSF erhielten von den Aufsichtsbehörden die Erlaubnis, IIATS aufgrund des geringeren Fahrgastaufkommens nach und nach von Teilen der zuvor ausgestatteten Strecken zu entfernen. Zu Beginn des 21. Jahrhunderts waren die einzigen mit IIATS ausgerüsteten Strecken die MetroLink- und Coaster-Linie zwischen San Diego und Fullerton, Teile der ehemaligen ATSF-Super Chief-Strecke in Kalifornien, Arizona, New Mexico, Colorado, Kansas und Missouri sowie die North Line und Northwest Line der ehemaligen Chicago and North Western Railway in Chicago, die von Union Pacific im Auftrag von METRA betrieben werden. Auf letzteren wurde die IIATS-Ausrüstung am 19. Oktober 2019 deaktiviert, nachdem Positive Train Control eingeführt worden war.
Als die New Jersey Transit RiverLINE im Jahr 2004 eröffnet wurde, verfügte sie über ein neues IIATS-System. Dabei handelt es sich um ein Stadtbahnsystem, das Strecken gemeinsam mit Güterverkehr nutzt. Das IIATS-System wird dort nicht als nur Warnsystem eingesetzt, sondern löst auch Zwangsbremsungen aus.